# Godlinze
Godlinze (53° 22′ N, 6° 49′ L) é uma cidade dos Países Baixos, na província de Groninga. Godlinze pertence ao município de Delfzijl, e está situada a 24 km, a nordeste de Groningen.
Em 2001, a cidade de Godlinze tinha 133 habitantes. A área urbana da cidade é de 0.11 km², e tem 60 residências.
A área de Godlinze, que também inclui as partes periféricas da cidade, bem como a zona rural circundante, tem uma população estimada em 280 habitantes.